# Campanula kolakovskyi
Campanula kolakovskyi là loài thực vật có hoa trong họ Hoa chuông. Loài này được Kharadze mô tả khoa học đầu tiên năm 1947.